# Philippe Jaroussky

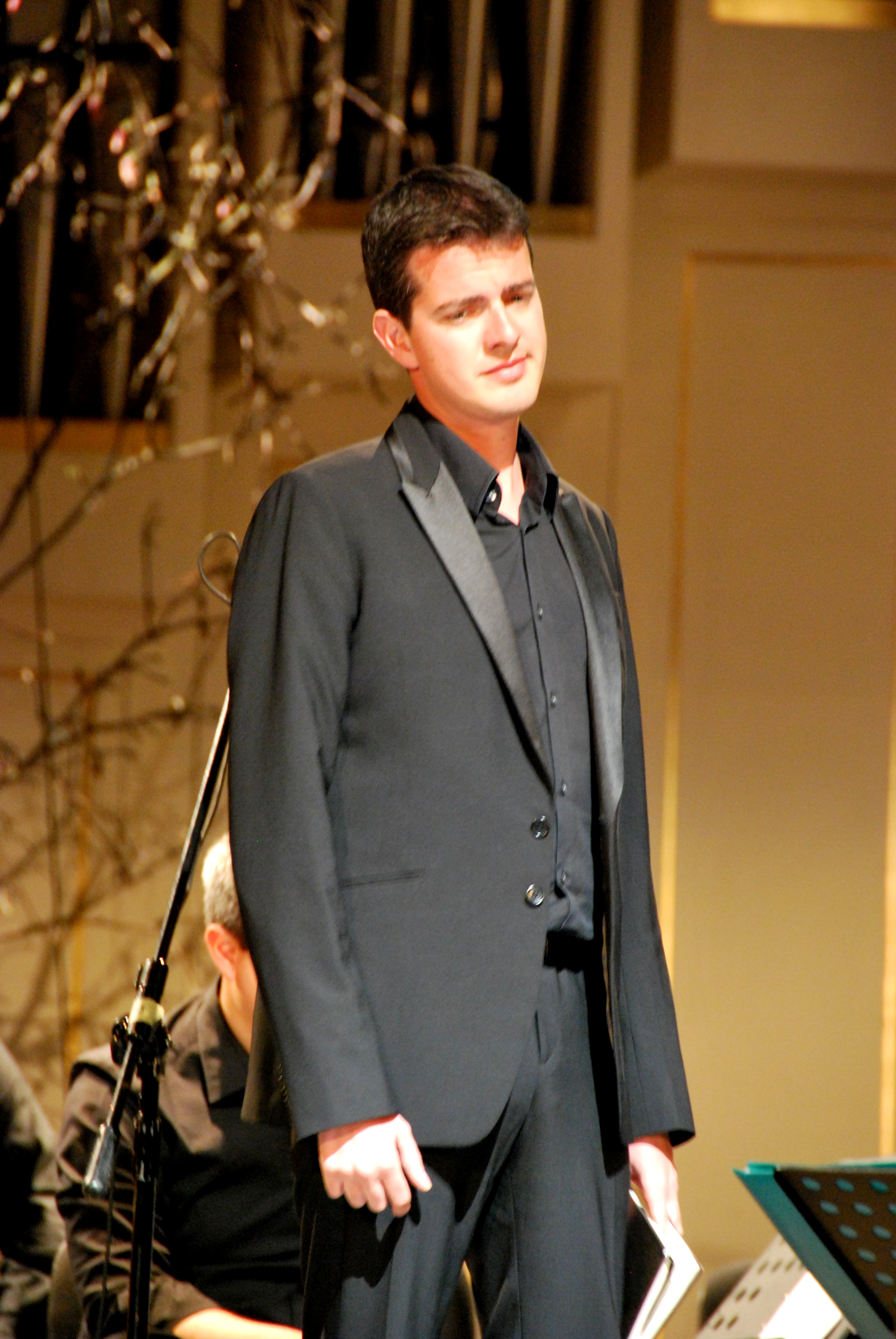
Philippe Jaroussky (2011)

Philippe Jaroussky (* 13. Februar 1978 in Maisons-Laffitte, Département Yvelines) ist ein französischer Opernsänger (Countertenor) und Dirigent.

## Leben

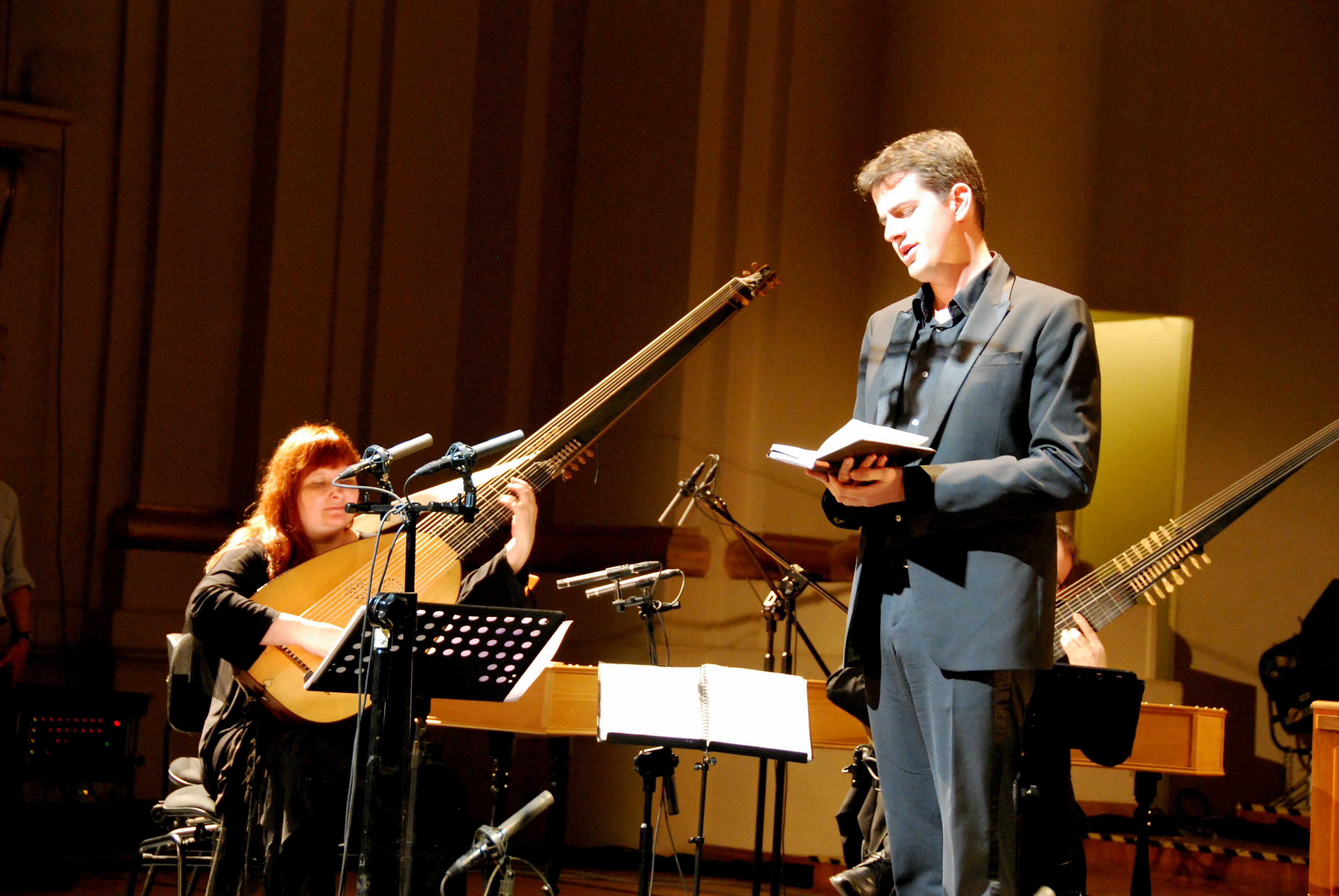
Philippe Jaroussky mit Christina Pluhar (2011)

Philippe Jaroussky erhielt im Alter von elf Jahren seinen ersten Geigenunterricht und begann mit 15 Klavier zu lernen. An den Regionalkonservatorien (CNR) von Versailles und Boulogne-Billancourt studierte er beide Instrumente sowie Harmonielehre und Komposition. 1996 lernte er seine Gesangslehrerin Nicole Fallien kennen, die seine herausragenden stimmlichen Qualitäten erkannte und ihn bis heute unterrichtet. Darüber hinaus setzte er seine Studien im Fach Alte Musik bei Michel Laplenie und Kenneth Weiss am Regionalkonservatorium Paris (CNR) fort. Als Auslöser seiner steilen Karriere gilt eine Aufführung des Oratoriums Sedecia von Alessandro Scarlatti mit dem Ensemble „Il Seminario Musicale“ und Gérard Lesne bei den Festivals von Royaumont und Ambronay im Jahr 1999.
2002 gründete er das „Ensemble Artaserse“, um in der Auswahl seines Repertoires unabhängiger zu sein. In Deutschland debütierte Jaroussky im Februar 2004, als er für den erkrankten Andreas Scholl einsprang. Dabei wurde er ebenso gefeiert wie bei seinem Auftritt in einer Monteverdi-Produktion an der Berliner Staatsoper unter René Jacobs. Jaroussky arbeitet regelmäßig mit den Ensembles „La Fenice“, „Elyma“ unter Gabriel Garrido, dem „Ensemble Matheus“ unter Jean-Christophe Spinosi sowie „L'Arpeggiata“ unter Christina Pluhar zusammen. In den Jahren 2008, 2012, 2013 und 2015 wurde er mit dem Preis ECHO Klassik ausgezeichnet. 2015 erhielt er den Händel-Preis der Stadt Halle, vergeben durch die Stiftung Händel-Haus. In der Saison 2015/16 war er Artist in Residence beim Konzerthaus Berlin. 2016 wurde ein Asteroid nach ihm benannt: (332183) Jaroussky. Für sein Album Green wurde er 2016 erneut als „Sänger des Jahres“ beim ECHO Klassik ausgezeichnet. Er war in der Saison 2016/17 Artist in Residence beim NDR Elbphilharmonie Orchester.
Am 6. März 2017 eröffnete Jaroussky die „Académie Musicale Philippe Jaroussky“ mit Sitz im neuen Konzerthaus La Seine Musicale in Boulogne-Billancourt bei Paris. Hier erhalten Kinder von 7 bis 12 und junge Menschen von 18 bis 25 Musikunterricht und Talentförderung nach dem Motto „Kultur für alle“.
Seit 2021 arbeitet Jaroussky auch als Dirigent. Sein öffentliches Debüt in diesem Fach hatte er mit Alessandro Scarlattis Oratorium Il primo omicidio, das aufgrund der COVID-19-Pandemie ohne Publikum aufgeführt und als Video im Internet bereitgestellt wurde.

## Diskografie

### Studioalben
| Jahr | Titel Musiklabel                                                       | Höchstplatzierung, Gesamtwochen, AuszeichnungChartplatzierungen (Jahr, Titel, Musiklabel, Platzierungen, Wochen, Auszeichnungen, Anmerkungen) | Höchstplatzierung, Gesamtwochen, AuszeichnungChartplatzierungen (Jahr, Titel, Musiklabel, Platzierungen, Wochen, Auszeichnungen, Anmerkungen) | Anmerkungen |
| Jahr | Titel Musiklabel                                                       | FR | BEW | Anmerkungen |
| ---- | ---------------------------------------------------------------------- | --- | --- | --- |
| 2001 | Sedecia – König von Jerusalem EMI                                      | — | — | Erstveröffentlichung: 2001 Komponist: Alessandro Scarlatti |
| 2001 | Catone in Utica Dynamic                                                | — | — | Erstveröffentlichung: 2001 Komponist: Antonio Vivaldi |
| 2002 | Bassani – La morte delusa Opus 111                                     | — | — | Erstveröffentlichung: 2002 Komponist: Giovanni Battista Bassani |
| 2003 | La verità in cimento Indigo                                            | — | — | Erstveröffentlichung: 2003 Komponist: Antonio Vivaldi |
| 2004 | Agrippina Dynamic                                                      | — | — | Erstveröffentlichung: 2004 Komponist: Georg Friedrich Händel |
| 2004 | Un Concert Pour Mazarin EMI                                            | FR132 (4 Wo.)FR | — | Erstveröffentlichung: 2004 Komponist: verschiedene Komponisten |
| 2005 | Orlando furioso Indigo                                                 | — | — | Erstveröffentlichung: 2005 Komponist: Antonio Vivaldi |
| 2005 | L’Orfeo Dynamic                                                        | — | — | Erstveröffentlichung: 2005 Komponist: Claudio Monteverdi |
| 2005 | Virtuoso Cantatas EMI                                                  | FR128 (4 Wo.)FR | — | Erstveröffentlichung: 2005 Komponist: Antonio Vivaldi |
| 2006 | Beata Vergine EMI                                                      | — | — | Erstveröffentlichung: 2006 Komponist: verschiedene Komponisten |
| 2006 | Selva morale e spirituale Ambronay                                     | — | — | Erstveröffentlichung: 2006 Komponist: Claudio Monteverdi |
| 2006 | Musiche Varie Note 1                                                   | — | — | Erstveröffentlichung: 2006 Komponist: Benedetto Ferrari |
| 2006 | Griselda Naive                                                         | — | — | Erstveröffentlichung: 2006 Komponist: Antonio Vivaldi |
| 2007 | Heroes EMI                                                             | FR26 Gold · (64 Wo.)FR | — | Erstveröffentlichung: 2007 Komponist: Antonio Vivaldi mit Magali Imbert; Leitung Jean-Christophe Spinosi                                                                                    |
| 2007 | Magnificat/Dixit Dominus EMI                                           | — | — | Erstveröffentlichung: 2007 Komponist: Johann Sebastian Bach, Georg Friedrich Händel |
| 2008 | Carestini – The Story of a Castrato EMI                                | FR30 Gold · (46 Wo.)FR | — | Erstveröffentlichung: 2008 Komponist: verschiedene Komponisten die CD ist dem italienischen Kastraten Giovanni Carestini gewidmet und enthält ausschließlich für selbigen komponierte Werke |
| 2008 | Nisi Dominus / Stabat Mater – Vivaldi Indigo                           | FR11 (19 Wo.)FR | BEW82 (3 Wo.)BEW | Erstveröffentlichung: 2008 Komponist: Antonio Vivaldi |
| 2008 | Altus EMI                                                              | — | — | Erstveröffentlichung: 2008 Komponist: verschiedene Komponisten |
| 2008 | Lamenti EMI                                                            | — | — | Erstveröffentlichung: 2008 Komponist: Francesco Cavalli, Claudio Monteverdi |
| 2009 | Carestini – Teatro d’Amore EMI                                         | — | — | Erstveröffentlichung: 2009 Komponist: Claudio Monteverdi |
| 2009 | Opium – Mélodies françaises EMI                                        | FR46 (14 Wo.)FR | — | Erstveröffentlichung: 2009 Komponist: verschiedene Komponisten Jaroussky nahm für diese CD in seine Stimmlage transponierte französische Kunstlieder auf                                    |
| 2009 | Faramondo EMI                                                          | — | — | Erstveröffentlichung: 2009 Komponist: Georg Friedrich Händel |
| 2009 | JC Bach – La dolce fiamma Virgin Classics                              | FR20 (26 Wo.)FR | BEW84 (1 Wo.)BEW | Erstveröffentlichung: 2009 Komponist: Johann Christian Bach |
| 2010 | Stabat Mater EMI                                                       | FR167 Gold · (1 Wo.)FR | — | Erstveröffentlichung: 2010 Komponist: verschiedene Komponisten Italienische Motetten zur Jungfrau Maria aus dem 17. Jahrhundert (Wiederauflage des Albums „Beata Vergine“, EMI 2006)        |
| 2010 | Caldara in Vienna – Forgotten Castrato Arias Virgin Classics           | FR36 (15 Wo.)FR | BEW78 (2 Wo.)BEW | Erstveröffentlichung: 2010 Komponist: Antonio Caldara |
| 2010 | Les stars du classique EMI                                             | FR155 (6 Wo.)FR | — | Erstveröffentlichung: 2010 |
| 2011 | Fauré: Requiem Virgin Classics                                         | FR74 (5 Wo.)FR | — | Erstveröffentlichung: 2011 |
| 2011 | Duetti Virgin Classics                                                 | FR66 (9 Wo.)FR | — | Erstveröffentlichung: 2011 mit Max Emanuel Cenčić und William Christie |
| 2012 | La voix des rêves / The VoiceThe Voice Virgin Classics                 | FR36 (11 Wo.)FR | BEW90 (10 Wo.)BEW | Erstveröffentlichung: 2012 |
| 2013 | Arias for Farinelli von Porpora Warner Classics                        | FR10 (16 Wo.)FR | BEW25 (17 Wo.)BEW | Erstveröffentlichung: 2013 Placidetti zefiretti und La gioia ch’io sento mit Cecilia Bartoli                                                                                                |
| 2013 | Pergolesi: Stabat mater, Laudate pueri, Confitebor Warner Classics     | FR74 (7 Wo.)FR | BEW144 (1 Wo.)BEW | Erstveröffentlichung: 2013 mit Julia Lezhneva |
| 2014 | Vivaldi: Pietà – Sacred Works for Alto Warner Classics                 | FR28 (13 Wo.)FR | BEW70 (6 Wo.)BEW | Erstveröffentlichung: 2014 mit dem Ensemble Artaserse |
| 2014 | Steffani: Niobe, regina di Tebe Warner Classics                        | — | — | Erstveröffentlichung: 2014 mit dem Boston Early Music Festival Orchestra (Paul O’Dette & Stephen Stubbs)                                                                                    |
| 2015 | Green – Mélodies françaises sur des poèmes de Verlaine Warner Classics | FR70 (6 Wo.)FR | BEW129 (1 Wo.)BEW | Erstveröffentlichung: 2015 mit dem Quatuor Ébène |
| 2015 | Händel: Partenope Warner Classics                                      | — | — | Erstveröffentlichung: 2015 |
| 2016 | Bach – Telemann: Sacred Cantatas Warner Classics                       | FR62 (10 Wo.)FR | BEW76 (5 Wo.)BEW | Erstveröffentlichung: 2016 mit dem Freiburger Barockorchester |
| 2017 | La storia di Orfeo Warner Classics                                     | FR123 (5 Wo.)FR | BEW88 (5 Wo.)BEW | Erstveröffentlichung: 2017 mit Emőke Baráth |
| 2017 | The Händel Album Warner Classics                                       | FR66 (10 Wo.)FR | BEW83 (8 Wo.)BEW | Erstveröffentlichung: 2017 mit Artaserse |
| 2018 | Gluck: Orfeo ed Euridice Warner Classics                               | FR190 (2 Wo.)FR | BEW171 (1 Wo.)BEW | Erstveröffentlichung: 2018 mit Diego Fasolis |
| 2019 | Ombra Mai Fu – Francesco Cavalli Opera Arias Erato Warner              | FR71 (5 Wo.)FR | BEW100 (3 Wo.)BEW | Erstveröffentlichung: 2019 mit Artaserse |
| 2019 | Passion Jaroussky Erato Warner                                         | FR80 (11 Wo.)FR | BEW90 (8 Wo.)BEW | Erstveröffentlichung: 2019 3-CD-Kompilation |
| 2020 | La vanità del mondo Erato Warner                                       | FR67 (6 Wo.)FR | BEW104 (6 Wo.)BEW | Erstveröffentlichung: 2020 mit Artaserse |
| 2021 | À sa guitare Erato Warner                                              | FR192 (1 Wo.)FR | BEW200 (1 Wo.)BEW | Erstveröffentlichung: 2021 mit Thibaut Garcia |
| 2023 | Forgotten Arias Warner Classics                                        | — | — | Erstveröffentlichung: 2023 mit Julien Chauvin |
| 2024 | Schubert: Lieder Erato Warner                                          | — | — | Erstveröffentlichung: 2023 Komponist: Franz Schubert |

## Film
- Philippe Jaroussky. Höhenflug eines Sängers. Dokumentarfilm, Frankreich, 2008, 44 Min., Regie: Christian Leble, Produktion: arte France, Inhaltsangabe von arte.